# Woerden
Woerden es una ciudad y un municipio de la provincia de Utrecht en el centro de los Países Bajos, entre Utrecht y La Haya. Lo atraviesa el Viejo Rin (Oude Rijn), remanente del antiguo cauce del Rin. Cuenta con una superficie de 89,35 km² y una población el 1 de enero de 2015 de 50.655 habitantes, lo que supone una densidad de 568 h/km². Hasta el 1 de enero de 1989 perteneció a la provincia de Holanda Meridional. Forman el municipio Harmelen, Kamerik, Kanis, De Meije, Woerden y Zegveld, con otros núcleos de población menores. 
En el punto más alto los romanos construyeron un castellum hacia el 40 d. C., el llamado Laurum en el Limes Germanicus, destruido poco más tarde en el curso de la Rebelión de los bátavos y reconstruido hacia el 80 d. C. Motivo de fricciones entre el obispo de Utrecht y los condes de Holanda, Woerden fue fortificada en 1370 con una fosa y una empalizada, y dos años después Alberto I de Baviera, conde de Holanda, le concedió los derechos de ciudad en 1372.
En Woerden nacieron Jan de Bakker, un sacerdote católico convertido a la doctrina luterana y ejecutado por la Inquisición en La Haya, en 1525, y el pintor barroco Herman van Swanevelt. 

## Galería de imágenes

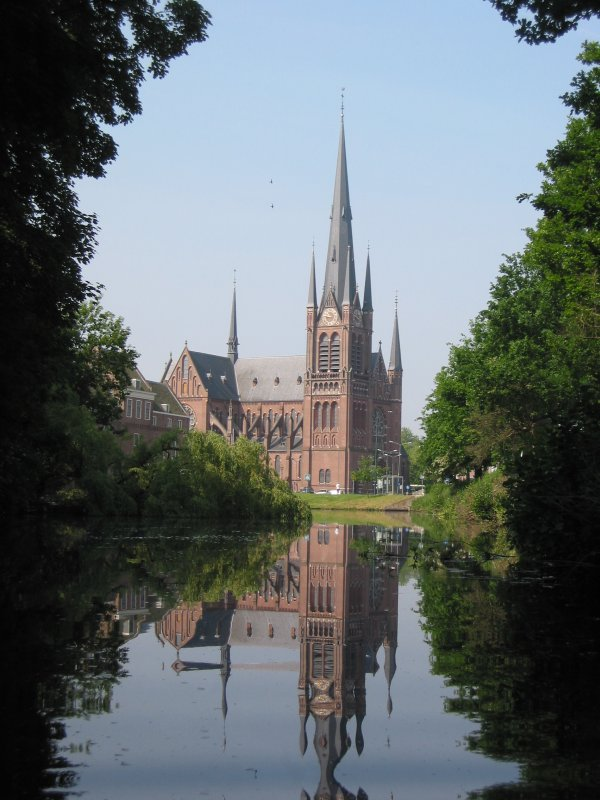
Woerden. Sint-Bonaventurakerk
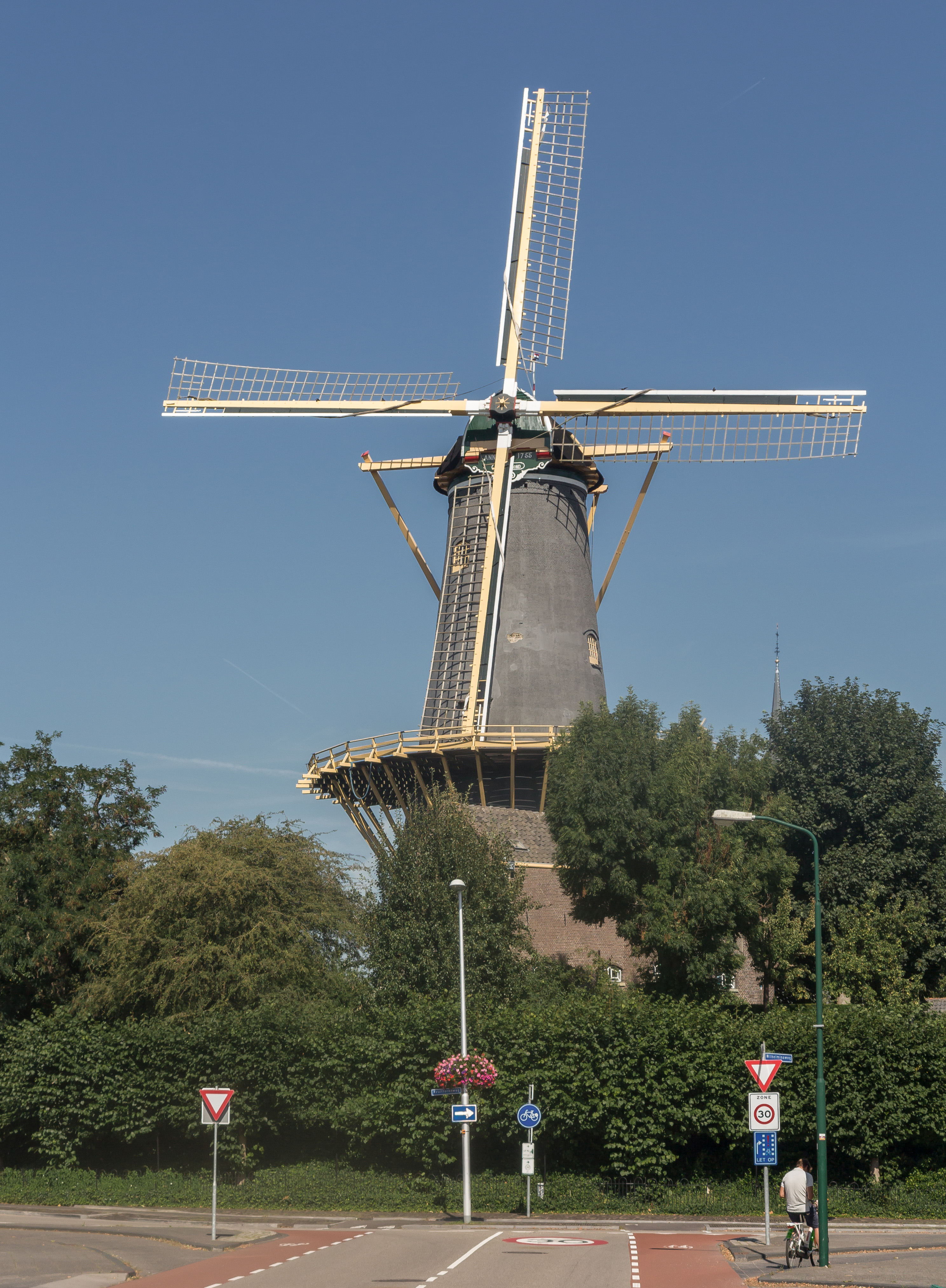
Woerden, el molino: molen de Windhond
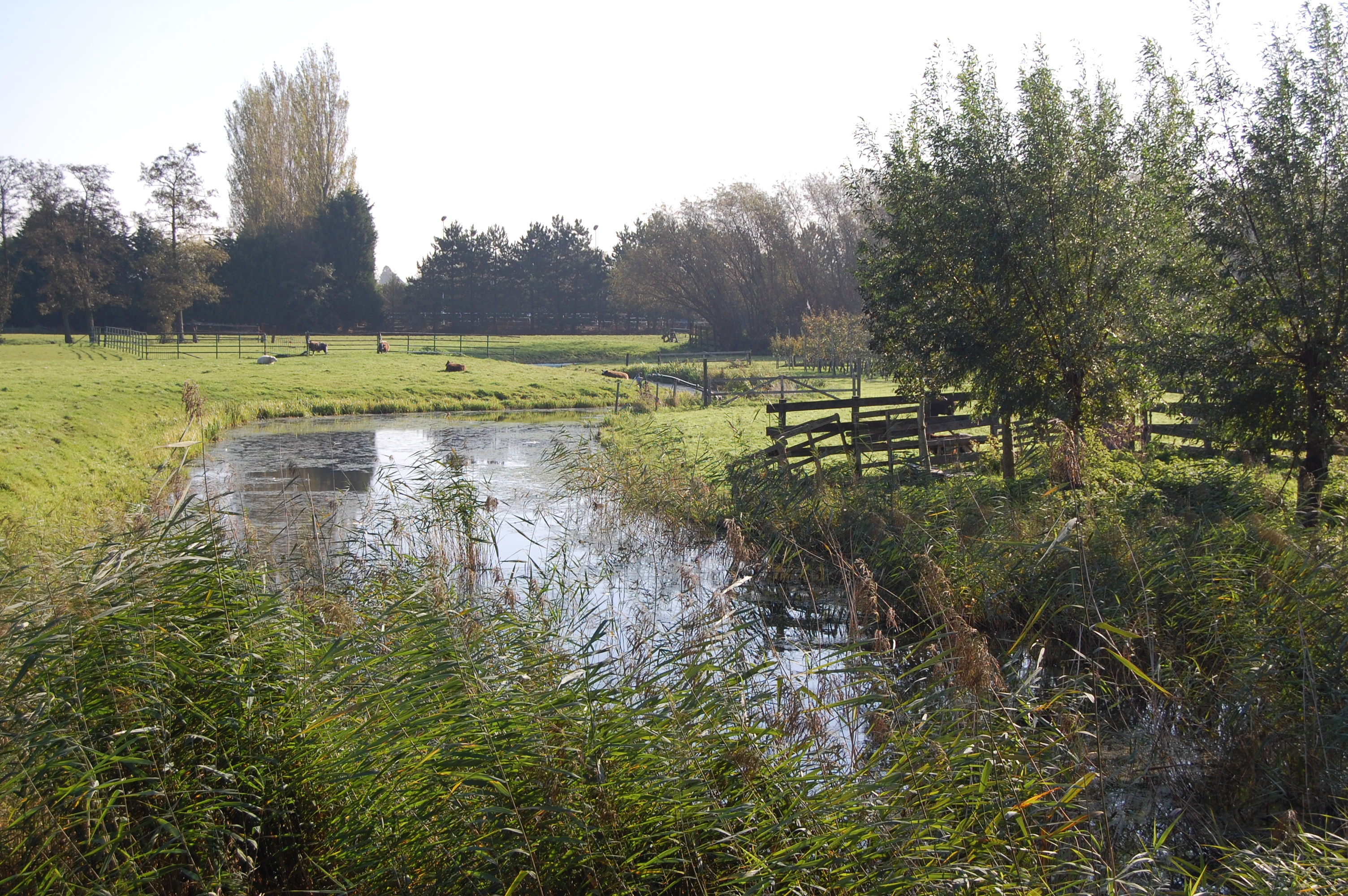
Foso del Fort Kruipin, fortaleza del siglo XVIII
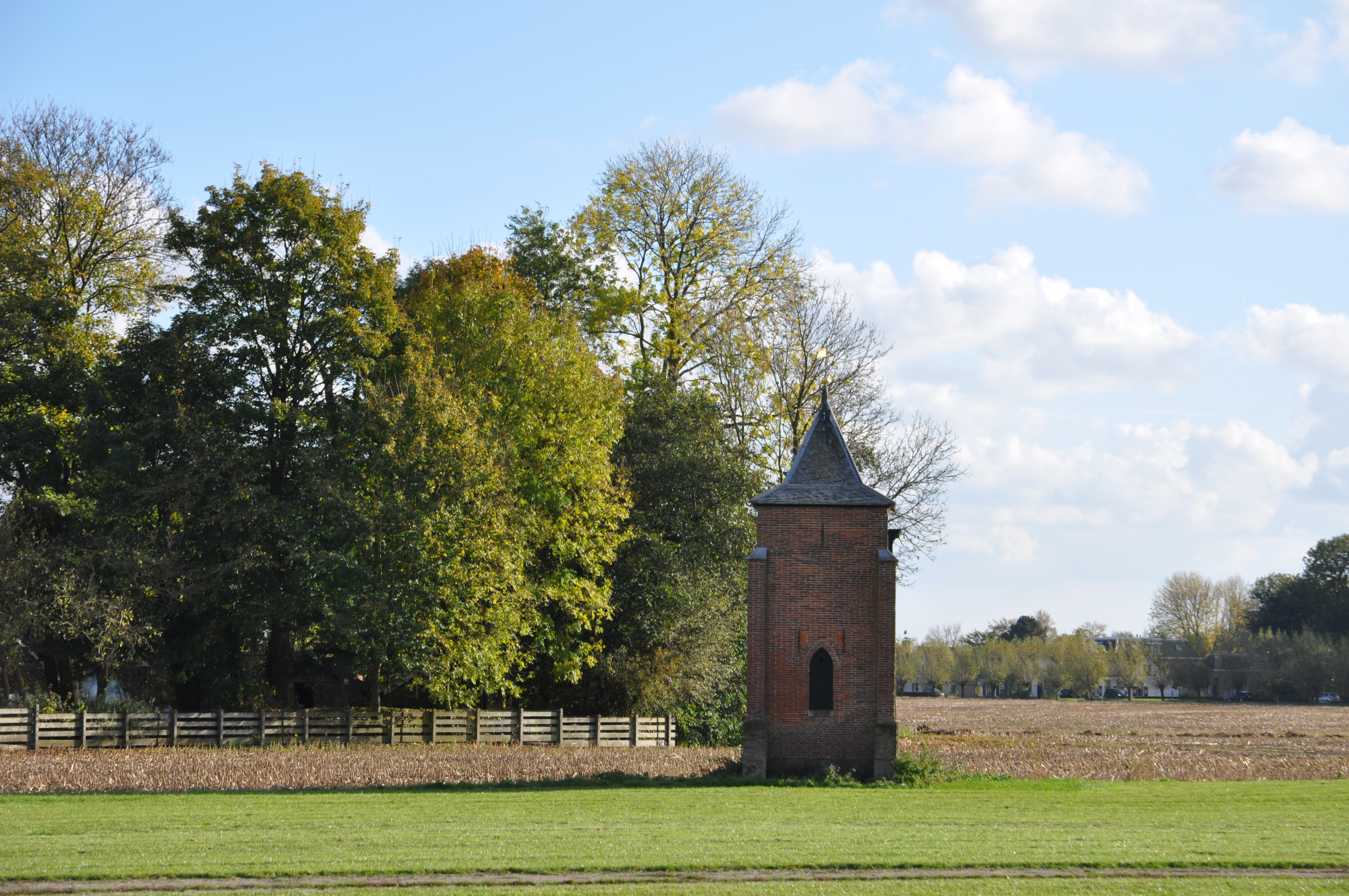
Huis Harmelen (casa Harmelen)
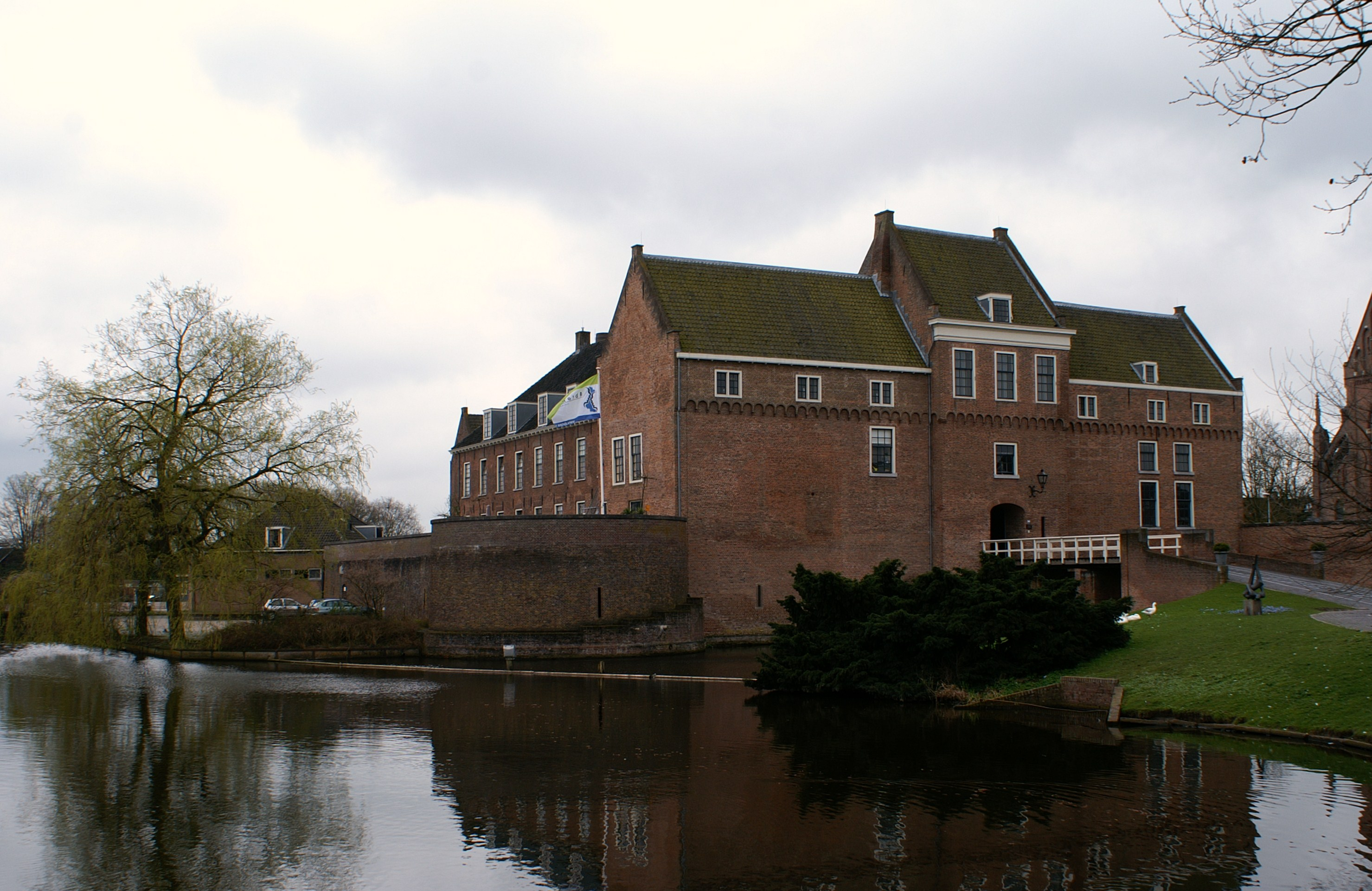
Kasteel Woerden, siglo XV